# Acvila maimuțelor
Acvila maimuțelor (Pithecophaga jefferyi) sau acvila filipineză este cea mai mare răpitoare din selva filipineză și este între speciile de acvile tropicale cea mai mare. Este pasărea simbol a statului filipinez.

## Taxonomie
Primul european care a studiat specia a fost exploratorul și naturalistul englez John Whitehead în 1896, care a observat pasărea și al cărui servitor, Juan, a colectat primul specimen câteva săptămâni mai târziu. Pielea păsării a fost trimisă lui William Robert Ogilvie-Grant din Londra în 1896, care a expus-o inițial într-un restaurant local și a descris specia câteva săptămâni mai târziu.
La descoperirea sa științifică, acvila filipineză a fost numit inițial „acvila mâncătoare de maimuțe” datorită informațiilor date de băștinași, conform cărora acvila prăda exclusiv maimuțe. De aici și numele științific, din grecescul phitecus (πίθηκος, „maimuță”) și phagus (-φάγος, „mâncător de”). Numele speciei îl comemorează pe Jeffery Whitehead, tatăl lui John Whitehead. Studiile ulterioare au arătat că acvila  mâncătoare de maimuțe mânca și alte animale, cum ar fi șerpi mari, șopârle și chiar păsări mari, cum ar fi păsările rinocer. Acest lucru, coroborat cu faptul că același nume se aplica vulturului încoronat african și vulturului harpie din America Centrală și de Sud, a fost redenumit în „acvila filipineză” într-o proclamație din 1978 a președintelui de atunci Ferdinand Marcos. În 1995, a fost declarat emblemă națională de către președintele Fidel V. Ramos. Această specie nu are subspecii recunoscute.

## Galerie

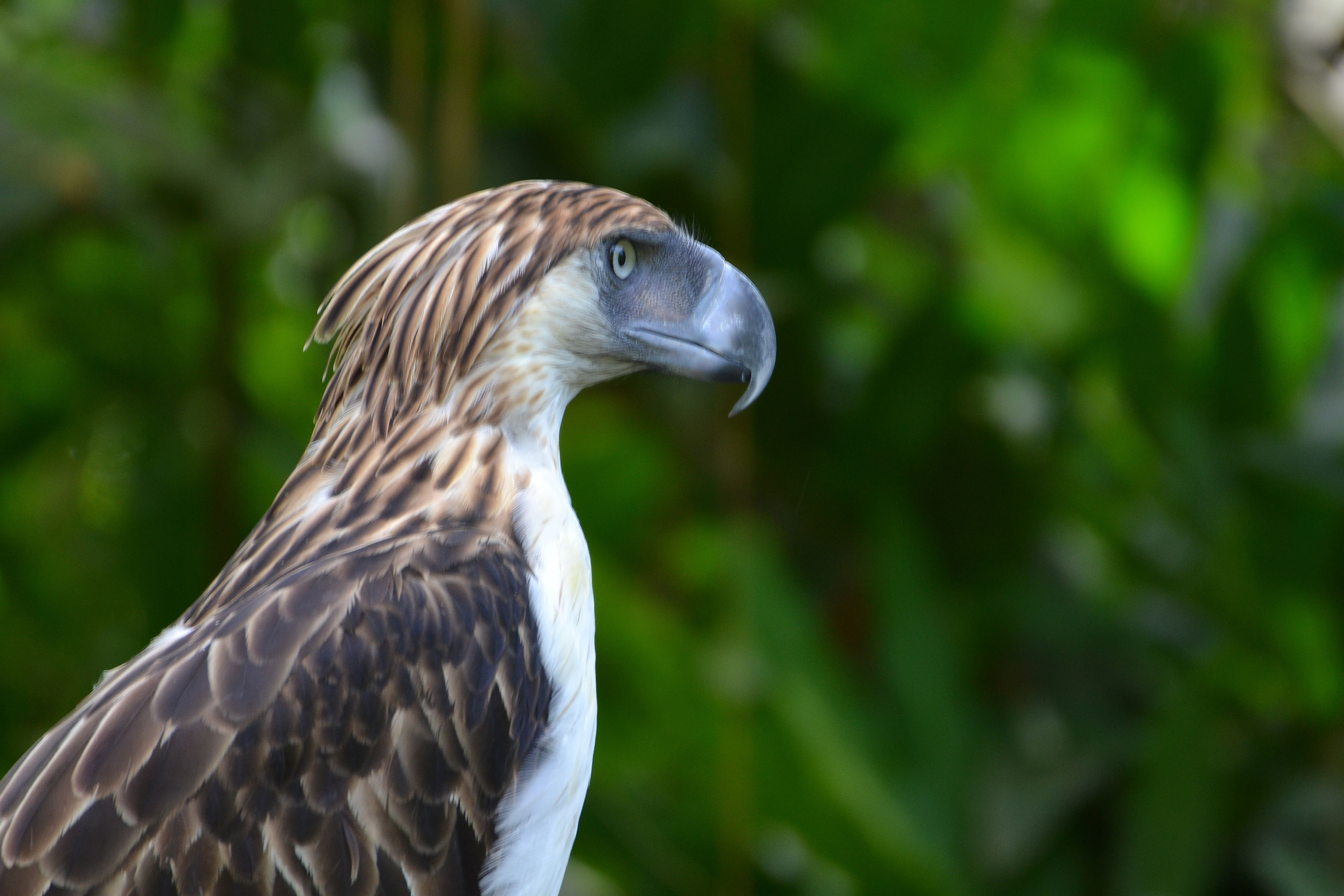
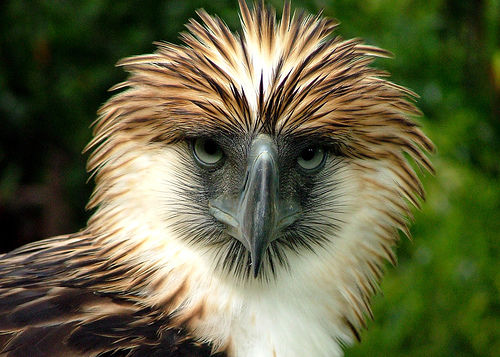
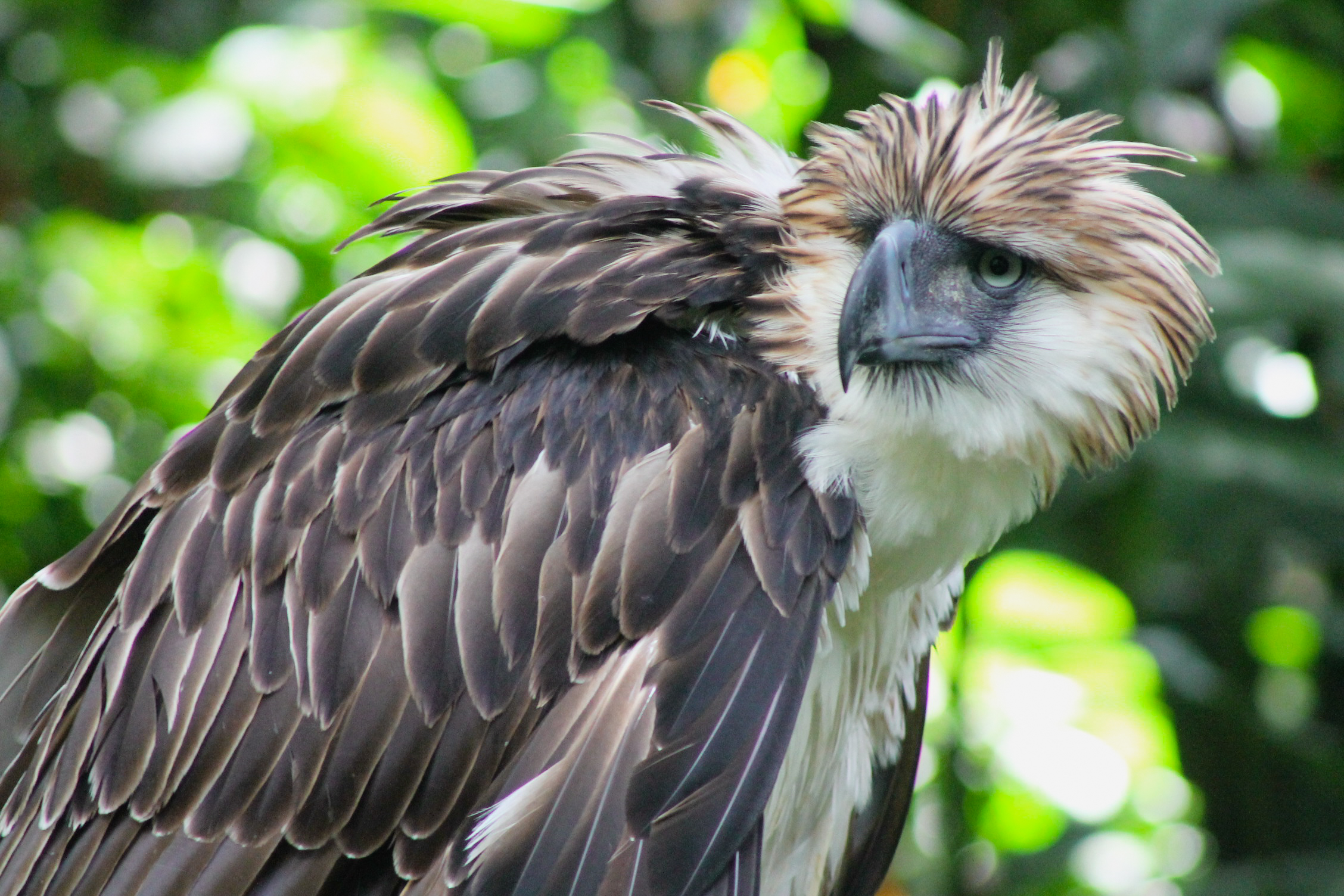